# كونيسين

الكونيسين هو قلويد ستيرويدي يوجد في عدد من الأنواع النباتية من عائلة النباتات الدفلية، بما في ذلك هولارينا فلوريبوندا و فونتوميا المرنة.وهو يعمل كمضاد للهستامين، انتقائي للنوع الفرعي H 3 (مع تقارب pK i = 8.27؛ K i = ~5 نانومتر). وقد وجد أيضًا أن أوقات تصفية الجهاز العصبي المركزي طويلة، واختراق حاجز الدم في الدماغ مرتفع، والألفة عالية للمستقبلات الأدرينالية.